# Josh Hartnett
Joshua Daniel "Josh" Hartnett, född 21 juli 1978 i Saint Paul i Minnesota, är en amerikansk skådespelare.

## Biografi
Josh Hartnett har svenska och irländska rötter. Han föddes i delstaten Minnesota och växte upp med sin pappa, Daniel Hartnett, och styvmamman Molly i en romersk-katolsk familj.
Hans första större roll var i TV-serien Cracker (1997–1999). 1998 gjorde han långfilmsdebut i skräckfilmen Alla helgons blodiga natt – 20 år senare. Han spelade därefter tonårsroller i Faculty (1998) och Virgin Suicides (1999). Under början av 2000-talet gjorde han genombrott på bred front genom huvudrollerna i filmerna Pearl Harbor och Black Hawk Down (båda 2001).

## Filmografi i urval
- 1997–1999 – Cracker (TV-serie) (16 avsnitt)
- 1998 – Faculty
- 1998 – Alla helgons blodiga natt – 20 år senare
- 1999 – Virgin Suicides
- 2000 – Here on Earth
- 2001 – Black Hawk Down
- 2001 – Pearl Harbor
- 2001 – O
- 2001 – Blow Dry
- 2001 – Män och kvinnor
- 2002 – 40 Days and 40 Nights
- 2003 – Brottsplats Hollywood
- 2004 – Wicker Park
- 2005 – Sin City
- 2005 – Crazy in Love
- 2006 – Lucky Number Slevin
- 2006 – Den svarta dahlian
- 2007 – 30 Days of Night
- 2007 – Resurrecting the Champ
- 2007 – American Breakdown
- 2008 – LandShark Inc.
- 2009 – I Come with the Rain
- 2010 – Bunraku
- 2011 – Girl Walks Into a Bar
- 2011 – Stuck Between Stations
- 2013 – The Lovers
- 2014 – Parts Per Billion
- 2014–2016 – Penny Dreadful (TV-serie) (27 avsnitt)
- 2015 – Wild Horses
- 2017 – The Ottoman Lieutenant